# San Cristóbal Cucho
San Cristóbal Cucho är en kommunhuvudort i Guatemala.   Den ligger i departementet Departamento de San Marcos, i den västra delen av landet, 140 km väster om huvudstaden Guatemala City. San Cristóbal Cucho ligger 2 418 meter över havet och antalet invånare är 9 152.
Terrängen runt San Cristóbal Cucho är bergig åt sydost, men åt nordväst är den kuperad. Runt San Cristóbal Cucho är det ganska tätbefolkat, med 248 invånare per kvadratkilometer. Närmaste större samhälle är San Pedro Sacatepéquez, 7,6 km norr om San Cristóbal Cucho. I omgivningarna runt San Cristóbal Cucho växer huvudsakligen savannskog.